# Take This Ring
Take This Ring är en R&B-låt framförd av den amerikanska sångerskan Toni Braxton, tagen från hennes femte studioalbum Libra (2005). Låten skrevs och producerades av Rich Harrison.
"Take This Ring" är en funk-inspirerad rhythm and blues-låt i upptempo som innehåller aggressiva slagverk och en sampling av "Here Comes the Meter Man" framförd av den amerikanska R&B-gruppen The Meters. I låten sjunger Braxton att hon tänker ta av sig sin vigselring under en kväll ute med sina tjejkompisar. Låten gavs ut som en radiosingel i december, 2005, och blev sammanlagt den tredje singeln från Libra. Vid utgivningen ådrog sig låten blandad kritik av recensenter. Vissa ansåg att den var oväntad medan andra tyckte att den var för lik "1 Thing" - en annan Harrison-produktion - framförd av den koreansk-amerikanska R&B-sångerskan Amerie. Braxtons singel nådde som höst en tolfteplats på Billboards topplista Bubbling Under R&B/Hip-Hop Singles.

## Bakgrund och produktion

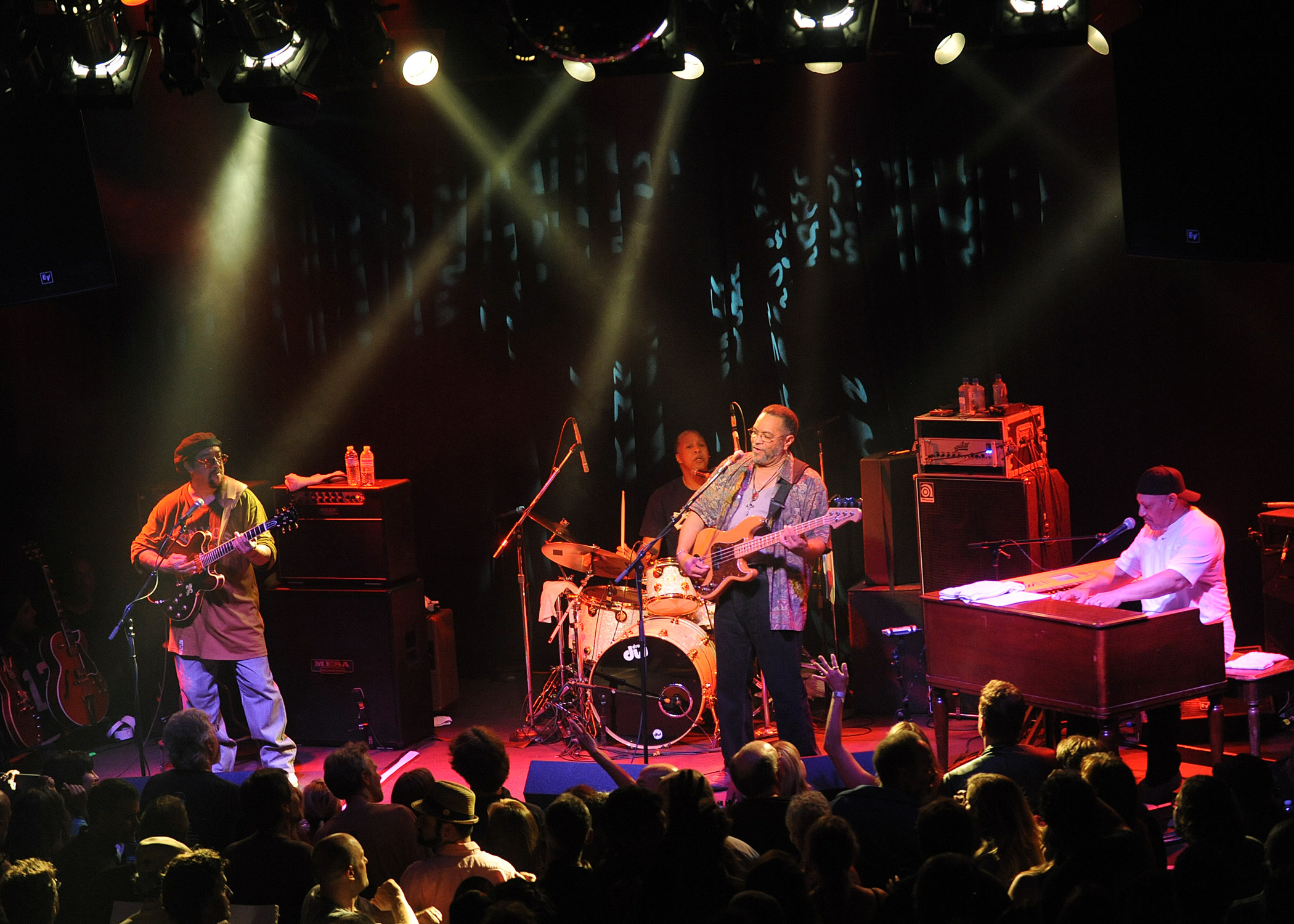
Låten använder en sampling av The Meters.

"Take This Ring" är en funk-influerad samtida R&B-låt som pågår i fyra minuter och trettiofem sekunder. Upptempo-spåret domineras av olika aggressiva slagverk och kraftiga taktslag. Den samplar "Here Comes the Meter Man" framförd av den amerikanska R&B-gruppen The Meters, komponerad av Leo Nocentelli, Art Neville, George Porter, Jr. och Joseph Modeliste till gruppens självbetitlade debutalbum (1969). "Take This Ring" skrevs och producerades av Rich Harrison som tidigare skapat den nästintill identiska låten "1 Thing" framförd av R&B-sångerskan Amerie och "Get Right" framförd av Jennifer Lopez. Båda dessa spår gavs ut som musiksinglar under början av år 2005 och blev smash-hits. Ameries singel toppade den amerikanska R&B-listan Hot R&B/Hip-Hop Songs och guldbelönades av RIAA. Toni Braxton spelade in "Take This Ring" tillsammans med Paul Foley vid Encore Studios i Burbank, Kalifornien. Den ljudmixades av Dave "Natural Love" Russell vid Larrabee Studios i Universal City, Kalifornien. I låten sjunger framföraren om att vara ute och festa på kvällen med sina tjej-kompisar och att då samtidigt ta av sig vigselringen. I bryggan sjunger Braxton; "I remember once upon a time/When, when I/Would never ever /Do anything to hurt you, oh yeah/But tonight I'm gonna...". I refrängen, som består av avskalad instrumentering fortsätter sångerskan med verserna "I'mma take this ring off/Take this ring off my, my finger/Take this ring off/Take this ring off my, my left hand/Get my thing off/Get my thing all the way off yeah".
"Take This Ring" planerades att ges ut som den tredje singeln från Libra men det hade trots det enbart utgivning som marknadsföringssingel i december, 2005. Vid premiären av låten blev den en stor stiländring för Braxton som under 1990-talet gjort sig känd för känslosamma kärleksballader i genren Adult contemporary. Sedan 2001 började sångerskan att experimentera med hiphop och ett mera urbant sound och upplevde samtidigt en stor nedgång i popularitet. Låten blev uppföljare till en lång rad av mindre framgångsrika utgivningar så som "Hit the Freeway", "Baby You Can Do It" och huvudsingeln från Libra; "Please".

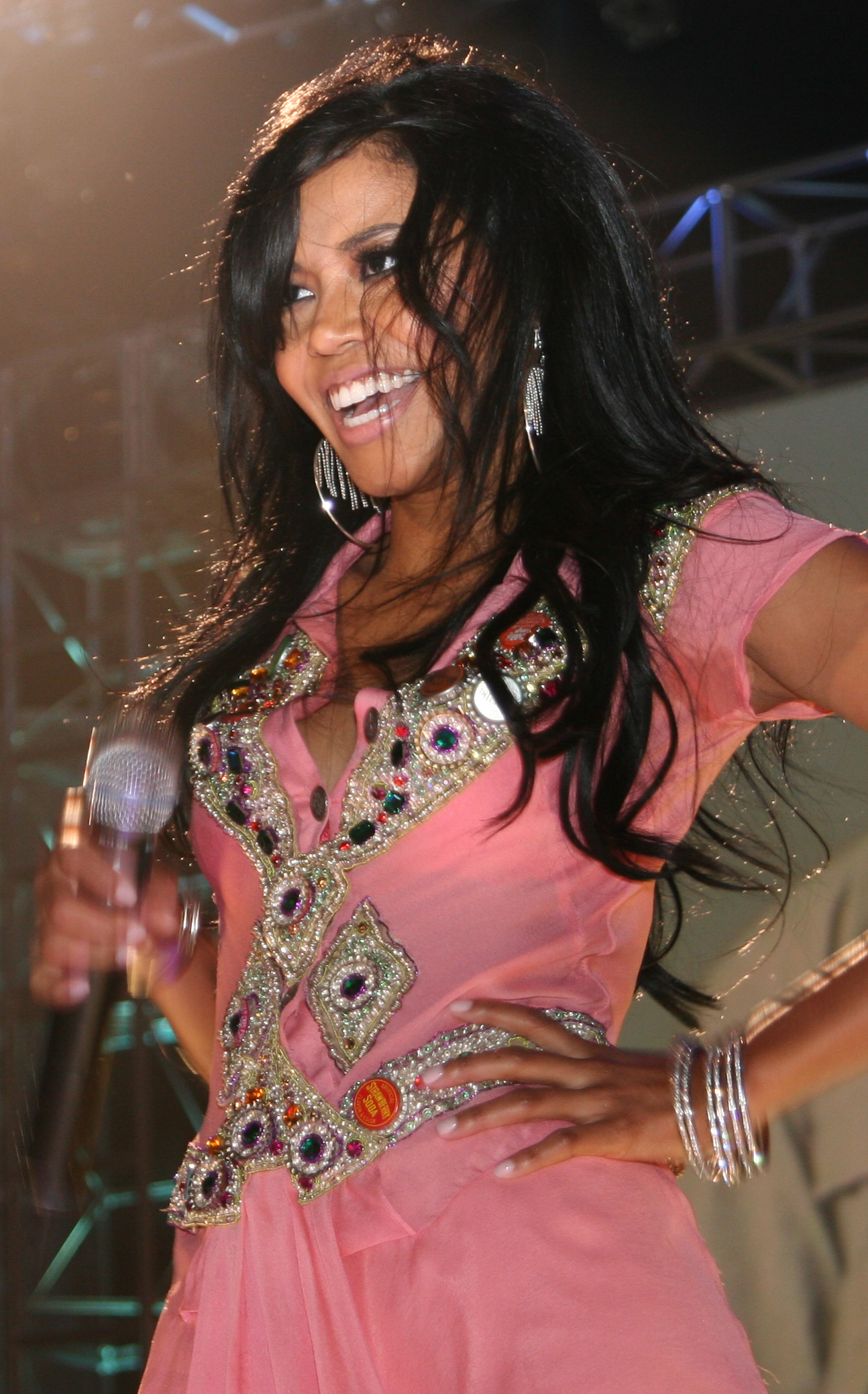
De flesta musikrecencenter ansåg att låten var väldigt lik "1 Thing", framförd av den koreansk-amerikanska R&B-sångerskan Amerie.

## Medias mottagande
Musikrecensenters reaktion på låten var blandad, men övervägande negativ. Andy Kellman vid Allmusic ansåg att låten var "oväntad" och en av de bästa på skivorna. Han jämförde den med Ameries singel och ansåg dock att Braxtons låt inte ens var hälften så rolig. Tammy La Gorce, skribent vid Amazon var också positiv till låten och kallade den "oemotståndlig" och skrev; "Den innehåller en mängd av funk - den rätta typen - för att vi ska vela trycka på 'spela' knappen tusen gånger till." Mindre imponerad var Sal Cinquemani vid Slant Magazine som tyckte att låten lät "framtvingad" och "desperat". Stefan Thungren vid SvD var inte imponerad av Libra i helhet och skrev; "Moêt-glaset sätts dock i halsen på 'Take This Ring' där det silkeslena avbryts av Rich Harrisons funkiga produktion, och då är det ändå bara en ganska blek pastisch på Beyoncés 'Crazy in Love'."

## Liveframträdanden
Toni Braxton uppträdde aldrig med "Take This Ring" på några TV-sända program. Låten var dock öppningsnumret på Braxtons Las Vegas-show Toni Braxton: Revealed. Där hade låten ett specialgjort intro som bland annat utgjordes av den berömda repliken "What happens in Vegas, stays in Vegas" (Vad som händer i Vegas, stannar i vegas). Under framträdandena bar hon en kort salsaklänning och utövade dansrutiner med sina manliga dansare. De bar hennes ner från en av trapporna på scenen och de ställde sig också på alla fyra och bildade på så vis en tron till Braxton. Låten framfördes även på sångerskans nationella turné The Libra Tour.

## Kommersiell prestation
"Take This Ring" skickades till amerikansk radio i slutet av år 2005. Den debuterade på Billboards topplista Bubbling Under R&B/Hip-Hop Singles, en lista på tjugo platser som räknar med de låtar som inte har tillräckligt hög försäljning eller antal radiospelningar för att ta sig in på huvudlistan Hot R&B/Hip-Hop Songs. Braxtons singel tillbringade en vecka på tolfteplatsen innan den ramlade ur.

## Format och innehållsförteckningar
- Amerikansk 12" vinylsingel (Promo)

1. "Take This Ring" (Radio Edit) - 4:36
2. "Take This Ring" (Instrumental) - 4:36

## Topplistor
| Lista (2006)                                       | Topplacering |
| -------------------------------------------------- | ------------ |
| USA (Billboard Bubbling Under R&B/Hip-Hop Singles) | 12           |